# St. Marien und St. Johannis (Drelsdorf)

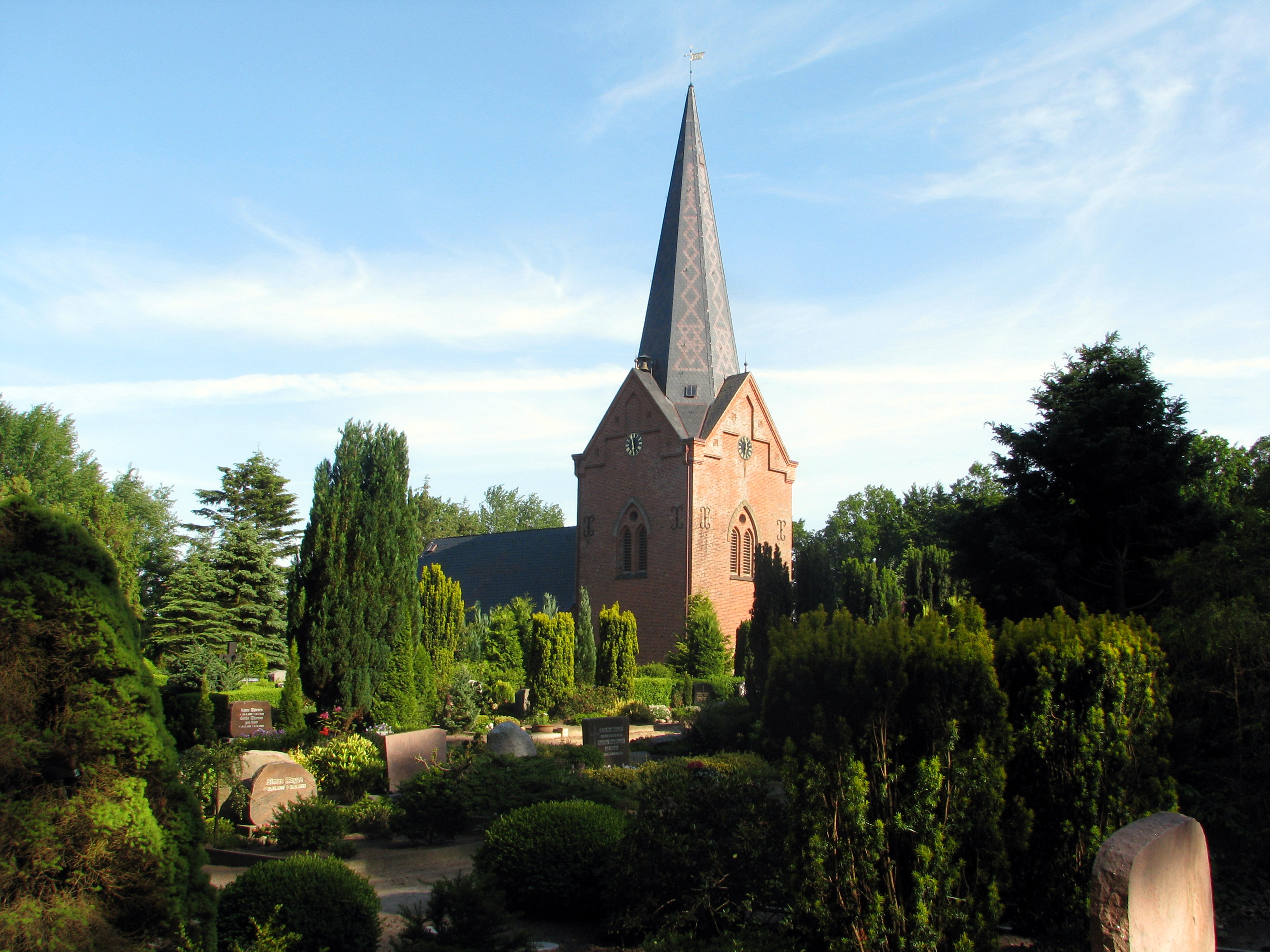
St. Marien-und-St. Johannis, Drelsdorf

Die romanische St.-Marien-und-St.-Johannis-Kirche am westlichen Rand des Dorfes Drelsdorf im Kreis Nordfriesland ist ein Bauwerk aus dem späten 12. Jahrhundert. Zur Evangelisch-lutherischen Kirchengemeinde Drelsdorf gehören auch die Dörfer Bohmstedt und Ahrenshöft.

## Architektur
Der einschiffige, ungewölbte Bau mit Rechteckchor ist überwiegend aus Feldsteinen auf einem Sockel aus Quadern errichtet. In der Spätgotik wurde der Chor nach Süden erweitert und gewölbt. Die einfachen Rundbogenportale und Nordfenster sind ursprünglich. 1874 ersetzte man den laut Inschriftstein  an der Südostecke der Kirche 1486 errichteten Westturm durch einen neogotischen Turm aus Backstein und fügte an den Ostchor eine Sakristei an.

## Ausstattung
Reste von Wandmalerei an der Nordwand und im Chorgewölbe aus den Jahrzehnten um 1600 wurden 1915–1917 übermalt, ergänzt und erweitert. 
Über dem mittelalterlichen Altartisch mit seiner Granitplatte erhebt sich ein Retabel, das dem von Heinrich Ringerink geprägten architektonischen Typus folgt: Vier Säulen flankieren ein quadratisches Gemälde des Letzten Abendmahls. Die Seitenfelder enthalten den Text der Einsetzungsworte. Bekrönung und seitliche Ornamentflügel folgen dem Beschlagwerkstil. Das Ahlefeldsche Wappen verweist auf die 1580–1598 auf dem nahe gelegenen Gute Mirebüll ansässigen Besitzer und bekräftigt die auch stilistisch naheliegende Datierung ins späte 16. Jahrhundert. Die Bemalung der Predella ist nicht ursprünglich. 
Um 1600 wurde, wohl von einem Schüler Heinrich Ringerinks, auch die Kanzel errichtet. Ihre Relieffelder in Muschelnischen zeigen christologische Szenen von der Verkündigung bis zur Himmelfahrt. Ölberg und Auferstehung folgen Holzschnitten von Albrecht Dürer. Die Täfelung der Rückwand wurde im 18. Jahrhundert mit Himmel und Hölle, Moses und Christus bemalt. Die Sanduhr mit zwei Gläsern auf der Kanzelbrüstung zeigte dem Geistlichen an, wann er mit seiner Predigt zum Ende kommen sollte.
Im Nordosten steht ein Taufstein aus Granit mit konischer Kuppa. Die gekrönten Köpfe an den vier Ecken sollen die Evangelisten darstellen. Die eingesetzte Schale aus Messing stammt aus dem 17. Jahrhundert.     
Eine Reihe von Apostelfiguren mit thronendem Christus an der Chorbogenwand (um 1460–70) und ein Triumphkreuz vom Ende des 15. Jahrhunderts bekamen 1981 eine neue farbige Fassung, die sich stark an den Farbschemata der Übermalung von 1921 orientierten.
Aus vier gemalten Porträts in geschnitzten Knorpelwerkrahmen besteht das Epitaph der Pastorenfamilie Bonnix von 1657. Das „Zeugnis der hohen sozialen Stellung altprotestantischer Pfarrherrn“ (Dehio) erlangte 1876 literaturgeschichtliche Bedeutung: Vom Bildnis des mit ängstlichem Blick dargestellten Sohn des Pastors, der 1656 im Alter von 10 Jahren „durch Unachtsamkeit des Knechtes“ ertrank, wurde Theodor Storm zu seiner Novelle Aquis submersus angeregt. Henricus Bonnix aquis incuria servi submersus obiit. AO 1656, 7. Mai, Aetatis 10 lautet die erklärende Inschrift.